# Croates du Molise
Les Croates du Molise sont les descendants de Croates installés dans plusieurs communes du Molise vers le XVIe siècle. Ils fuyaient notamment la conquête de la Bosnie par les Ottomans. Leur communauté s'est en partie italianisée (notamment ceux des littoraux), les seuls se définissant comme Croates sont ceux de trois villages isolés de la mer. 
Ils se sont distingués des Croates de Croatie par l'adoption de nombreux mots italiens avec le croate, avec un dialecte particulier, le croate du Molise (it).
Les communes, situées dans la Province de Campobasso, où vivent actuellement cette ethnie sont :
- San Felice del Molise (en serbo-croate : Štifilić o Filič).
- Acquaviva Collecroce (en serbo-croate : Živa Voda-Kruċ).
- Montemitro (en serbo-croate : Mundimitar).

Il y a environ 3 000 croates dans ces trois communes où ils forment la majorité de la population et dans le reste du Molise (0,9 % de la population de cette région). Ils sont de religion catholique et ont conservé beaucoup de leurs traditions[réf. nécessaire]. 
Cependant, il y a eu une forte émigration du Molise vers le Nord de l'Italie depuis les années 1950. Cela a également touché la communauté croate et désormais 1 000 Croates du Molise vivent en dehors de leurs villages notamment dans le Nord.